# Proscription de 43 av. J.-C.
La proscription de 43 av. J.-C. est une procédure utilisée par les triumvirs Marc Antoine, Octavien et Lépide peu après la formation du Second triumvirat, leur permettant de renforcer leurs positions politiques en éliminant les potentiels opposants politiques. La procédure reprend dans les grandes lignes les dispositions de la proscription que Sylla avait lancée en 82 av. J.-C. Certains proscrits perdent leurs biens mais sauvent leurs vies, comme Lucius Iulius Caesar ou le frère de Lépide, mais d'autres n'ont pas cette chance et meurent exécutés, comme Cicéron, son frère Quintus Tullius ou encore Marcus Favonius. Une fois la situation à Rome stabilisée, les triumvirs se lancent dans une guerre extérieure contre les assassins de César Cassius et Brutus.

## Le contexte
Le 11 novembre 43 av. J.-C., à l'issue de tractations menées depuis plusieurs mois, Marc Antoine, Octavien et Lépide se rencontrent près de Bologne et fondent le Second triumvirat. Cette entente est bientôt scellée par la promulgation de la lex Titia qui confirme les premières décisions prises par les triumvirs. L'accord qui unit les trois hommes prévoit entre autres l'élimination de leurs opposants politiques à Rome, à l'image de ce qu'a déjà réalisé Sylla quarante ans plus tôt, décision qui s'inscrit dans leur volonté de venger la mort de César. La proscription des triumvirs reprend d'ailleurs les principales dispositions de celle de Sylla, malgré quelques variantes. Une fois le contrôle de la capitale assuré, les triumvirs prévoient de se lancer dans une guerre en Orient contre Brutus et Cassius.

Les trois personnalités du second triumvirat (43 - 32)
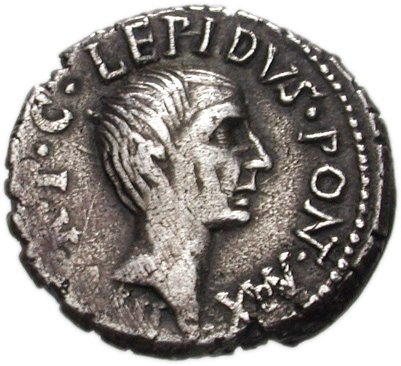
Marcus Aemilius Lepidus
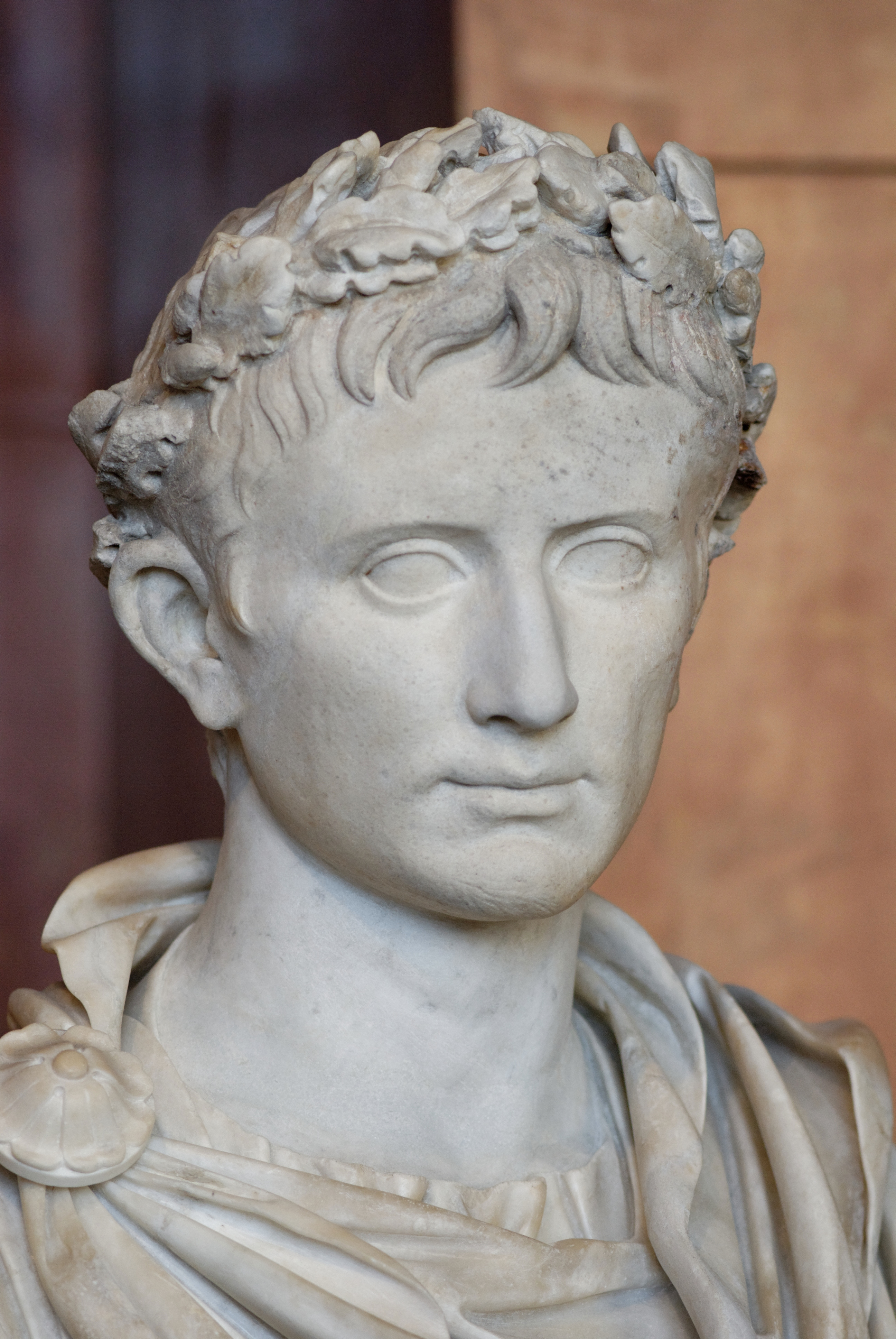
Caius Iulius Caesar (Octavianus)
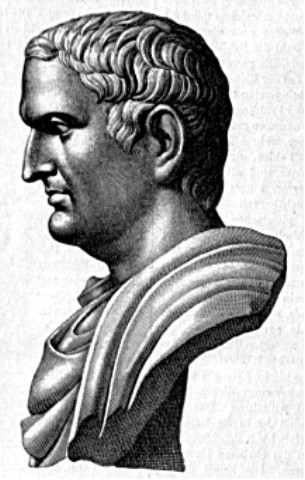
Marcus Antonius

## L'édit de proscription

### La liste antérieure à l'édit
Lors de l'entrevue de Bologne, les triumvirs se mettent d'accord pour différer la proscription et ne la lancer qu'après leur retour commun à Rome qui prend la forme de trois entrées solennelles vers la fin de novembre. Mais ils décident de dresser une première liste des adversaires politiques les plus redoutables qu'il leur faut éliminer en priorité. Cette liste comprend dix-sept noms, dont celui de Cicéron. Des sicaires (percussores) sont envoyés à Rome afin d'exécuter les premiers condamnés. La rumeur de l'établissement d'une liste de proscrits se propage à Rome et entraine des mouvements de panique. Sans en informer les triumvirs, le consul Quintus Pedius décide de faire afficher la liste pour mettre fin au désordre,, ne se doutant pas qu'il en annule l'efficacité puisqu'il s'agit de prendre de vitesse les premiers proscrits avec le bénéfice de l'effet de surprise. Lorsque Pedius se rend compte de l'étendue du massacre qui se prépare, ne voulant pas voir son nom y être associé, il se donne la mort.
Les triumvirs n'ont visé que des personnages présents à Rome qu'ils peuvent éliminer rapidement et discrètement. Les autres personnages influents et potentiellement dangereux qui se trouvent en provinces ne sont pas concernés pour l'instant, leurs noms figureront dans les listes affichées publiquement après le retour des triumvirs à Rome. Parmi les premiers hommes à éliminer figurent de nombreux partisans de la politique de Cicéron et les magistrats en fonction en 44 et 43 av. J.-C. qui ont utilisé leurs pouvoirs pour tenter de résister à Marc Antoine ou à Octavien. Les sources antiques ne donnent pas tous les noms mais il est possible de reconstituer la liste de façon raisonnable à partir des critères établis par les triumvirs. Le tribun de la plèbe Salvius, les préteurs Minucius Rufus et Lucius Villius Annalis et le praetorius Caius Turranius sont exécutés rapidement. Sont concernés également Cicéron, le préteur Marcus Aquilius Crassus, le tribun de la plèbe de 44 Tiberius Cannutius, un certain Aemilius dont on ne sait rien et les praetori Lucius Lucceius, Publius Naso et Quintus Tullius Cicero, frère de Cicéron, ainsi que son fils. Il est probable que sont concernés également Publius Rupilius Rex, préteur en 44, le tribun Publius Appuleius et l'édile plébéien Marcus Volusius, tous trois liés à Cicéron. Parmi les dix-sept hommes visés, douze sont finalement exécutés.

### Le contenu
Après le retour à Rome de Marc Antoine, Lépide et Octavien, une fois la lex Titia votée et promulguée le 27 novembre 43 av. J.-C., le texte de l'édit de proscription (proscriptionis edictum) est affiché sur les places publiques de la ville, probablement après que les triumvirs aient tenu une contio destinée à informer oralement le peuple. Cet édit prévoit un ensemble de mesures instituant une condamnation à mort obligatoire de proscrits, sans limite de temps ni de lieu, ainsi que la saisie de tous leurs biens. Le contenu de l'édit nous a été rapporté par Appien, dans une transcription grecque du texte latin initial,.

« [8] Voici les termes de la proscription : « Marcus Lepidus, Marcus Antonius et Octavius Caesar, choisis par le peuple pour gouverner et mettre la République sur le droit chemin, déclarent que, si de perfides traîtres n'avaient pas demandé grâce et, quand ils l'ont obtenue, n'étaient devenus les ennemis de leurs bienfaiteurs et n'avaient pas conspiré contre eux, Gaius Caesar [Jules César] n'aurait pas été massacré par ceux que sa clémence a sauvés [...] ; et nous ne serions pas obligés d'user de pareille sévérité contre ceux qui nous ont insultés et nous ont déclaré ennemis publics. Maintenant, [...] nous préférons prévenir nos ennemis plutôt que de souffrir de leurs mains. Que personne, en voyant ce que César et nous-mêmes avons souffert, ne considère notre action injuste, cruelle ou disproportionnée. [...]

[9] Nous avons déjà puni certains d'entre eux ; et avec l'aide de la providence, vous verrez les autres punis. Bien que la partie principale de ce travail ait été achevée par nous et soit bien sous notre contrôle, à savoir le contrôle de l'Espagne, de la Gaule aussi bien qu'ici de l’Italie, il nous reste une tâche à accomplir : marcher contre les assassins de César au-delà des mers. Pour nous qui allons faire la guerre pour vous à l'extérieur, il n'y a pas de sécurité ni pour vous ni pour nous à laisser un autre ennemi derrière nous tirer profit de notre absence et attendre une occasion pendant guerre ; et nous ne pensons pas qu'il faille davantage tergiverser sur leur compte, mais il faut plutôt les balayer de notre chemin une fois pour toutes, considérant qu'ils ont commencé la guerre contre nous quand ils ont voté que notre armée et nous étions des ennemis publics.

[10] [...] Nous ne traiterons pas durement l'ensemble, et nous ne considérerons pas comme ennemis tous ceux qui se sont opposés à nous ou ont comploté contre nous ou tous ceux qui se signalent simplement par leurs richesses, leurs biens ou leur position élevée ; nous ne massacrerons pas autant qu'un autre homme qui avait le pouvoir suprême avant nous, quand lui, aussi, commandait l’État lors de guerres civiles, et que vous avez appelé Felix à cause de ses succès. Mais il est évident que trois personnes ont plus d'ennemis qu'une seule. Nous nous vengerons seulement des plus pervers et des plus coupables. Nous le ferons autant dans votre intérêt que dans le nôtre parce que, aussi longtemps que nous restons en conflit, vous encourez les plus grands dangers, et il est nécessaire pour nous aussi de faire quelque chose pour calmer l'armée qui a été insultée, offensée, et décrétée ennemi public par nos ennemis communs. Bien que nous puissions arrêter sur place ceux que nous avons décidé de punir, nous préférons les proscrire plutôt que de saisir des gens qui ne s'y attendent pas [...]

[11] Qu'il en soit ainsi ! Que personne ne reçoive aucun de ceux dont les noms sont inscrits ici ni ne les cache ni ne les éloigne, que personne ne se laisse corrompre par de l'argent. Celui qu'on trouvera essayant de les sauver, de les aider ou de s'entendre avec eux, nous l'ajouterons à la liste des proscrits sans accepter ni excuse ni pardon. Que ceux qui tuent les proscrits nous apportent leurs têtes et reçoivent les récompenses suivantes : un homme libre percevra vingt-cinq mille drachmes attiques par tête ; un esclave sa liberté et dix mille drachmes attiques et le droit de cité de son maître. Les délateurs recevront les mêmes récompenses. Pour garder l'anonymat, les noms de ceux qui reçoivent les récompenses ne seront pas inscrits dans nos registres. »

— Appien, Guerres civiles, IV, 8-11 (traduit du grec par Philippe Remacle)
Bien qu'ayant lancé une procédure qui a laissé de sombres souvenirs depuis son utilisation par Sylla en 82 av. J.-C., ces derniers insistent sur leur modération et se présentent comme contraints à en venir à de telles actions qu'ils légitiment en appelant à la vengeance de César. Malgré tout, la détermination et l'intransigeance avec lesquelles ils vont mener à bien la procédure sont évidentes. Les triumvirs mentionnent le fait que les exécutions ont débuté avant la promulgation de l'édit, probablement afin de légaliser ces premiers meurtres.
Tout comme Sylla, les triumvirs prévoient une peine de mort pour tout citoyen qui prendra la défense d'un proscrit. Mais les triumvirs vont plus loin. Lors de la proscription de Sylla, toute personne qui apporte son aide à un proscrit est condamnée à la précipitation. Lors de la seconde proscription, toute personne, ainsi que ses complices, qui porte assistance à un proscrit voit son propre nom ajouté à la liste des proscrits, ce qui montre que les listes établies sont restées ouvertes et ont continué d'évoluer tout au long de la proscription. Selon Dion Cassius, Marc Antoine n'aurait pas hésité à faire exécuter les proscrits mais également tous ceux qui avaient cherché à le protéger. Les premières exécutions de complices, probablement spectaculaires pour en faire des exemples, découragent toute assistance aux proscrits. C'est ainsi que certains proscrits, comme Atilius, se voient refuser l'asile chez leurs amis et même chez leurs propres parents, tous terrifiés à l'idée d'être condamnés pour complicité.

### La procédure

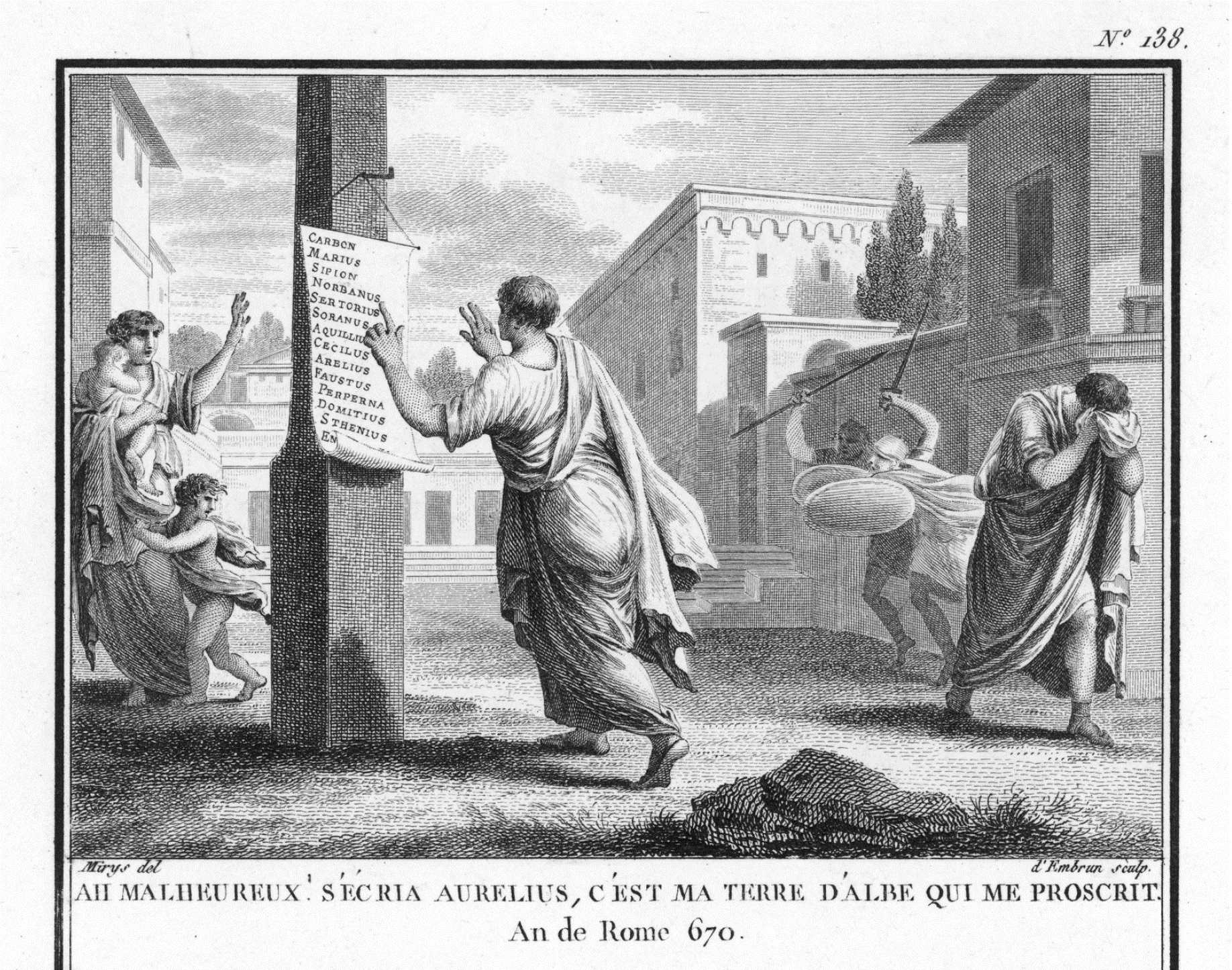
Affichage des listes lors de la proscription de Sylla.

#### L'affichage des listes
L'affichage du texte de l'édit est bientôt suivi par celui de deux listes distinctes, l'une où figurent les noms de sénateurs, affichée dès la nuit suivant le passage de la lex Titia, et l'autre où sont inscrits les noms de chevaliers romains, publiée plus tard. Les noms des proscrits sont d'abord affichés autour du Forum et sur les autres places publiques de Rome, sur des tabulae, petites tablettes de bois.
Les historiens modernes estiment à environ 300 le nombre total de proscrits, dont 150 sénateurs et 150 chevaliers. Cette estimation de sénateurs proscrits est abaissée à 132 par Orose et 130 par Tite-Live,. Par contre, Appien parle de 2 000 chevaliers concernés par la mesure.

#### Les récompenses
L'édit prévoit des récompenses (praemia) pour le meurtre d'un proscrit, à condition que sa tête tranchée soit ramenée afin d'être exposée sur les Rostres. Pour rendre le processus le plus efficace possible, toute personne qui fournit des informations permettant de localiser ou de capturer un proscrit (les indices) reçoit la même récompense que l'exécuteur. Pour un homme libre, le praemium s'élève à 25 000 drachmes attiques, soit 100 000 sesterces. S'il s'agit d'un esclave, la récompense est de 10 000 drachmes attiques, soit 40 000 sesterces. De plus, on promet aux esclaves d'être affranchis, ce qui leur permet, avec l'argent reçu, de s'inscrire dans la tribu de leur patron. Les exécuteurs sont le plus souvent des soldats loyaux envers les triumvirs et qui opèrent comme des chasseurs de primes.
Contrairement à ce qui s'est passé lors de la proscription de Sylla où les montants des récompenses versées et les noms des bénéficiaires sont consignés dans un registre par un questeur, l'édit des triumvirs garantit l'anonymat à ceux qui reçoivent la récompense,. Pourtant, les esclaves, malgré la promesse d'être affranchis, semblent être globalement restés fidèles à leurs maîtres. Par contre, les épouses et enfants de proscrits hésitent beaucoup moins à trahir ou abandonner leurs proches, parfois dans l'optique de capter un héritage par exemple, en plus de la récompense,. Mais malgré l'anonymat, le fait de réclamer la récompense pour la tête d'un proscrit peut se révéler dangereux sur le long terme et on garde le souvenir que pour la première proscription, certains ont été attaqués en justice près de vingt ans après les faits.
Néanmoins, ce système de récompense qui permet théoriquement de définir des condamnations à mort auxquelles on ne peut échapper, permet à Sextus Pompée de promettre le double à tous ceux qui permettront l'évasion d'un proscrit,. Son contre-édit est diffusé à Rome mais aussi dans toutes les villes d'Italie. Ces dispositions permettent notamment à Verginius ou Appius Claudius Pulcher Maior d'échapper à la mort.

### Les proscrits
Les triumvirs, méfiants les uns envers les autres, se montrent impitoyables dans le choix des proscrits et n'hésitent pas à y faire figurer des proches et des parents. Les quatre premiers noms de la liste des sénateurs sont Lucius Aemilius Paullus Lepidus, Lucius Iulius Caesar, Lucius Plotius Plancus et Lucius Quinctius. Tous les proscrits ne réagissent pas de la même façon à la nouvelle de leur condamnation. Certains font preuve de courage ou de ruse, d'autres de lâcheté. D'après les sources antiques, on peut confirmer une cinquantaine d'exécutions, onze suicides et sept proscrits qui ont trouvé la mort au combat. Quelques-uns parviennent à quitter Rome à temps et trouvent refuge dans les provinces de l'Empire, notamment auprès de Sextus Pompée (voir la liste des proscrits).
Contrairement à la proscription de Sylla, il n'y a pas d'exécutions organisées sur le Forum après la capture d'un proscrit vivant. Les proscrits sont tués où ils sont trouvés, l'exécuteur emporte la tête et abandonne le corps. Certains cadavres sont jetés dans le Tibre. L'édit ne semble pas avoir prévu d'interdiction de sépulture pour les proscrits, mais si autant de corps sont laissés à l'abandon, c'est probablement parce que les proches craignent d'être accusés de complicité s'ils rendent les derniers hommages au défunt.

#### Cicéron

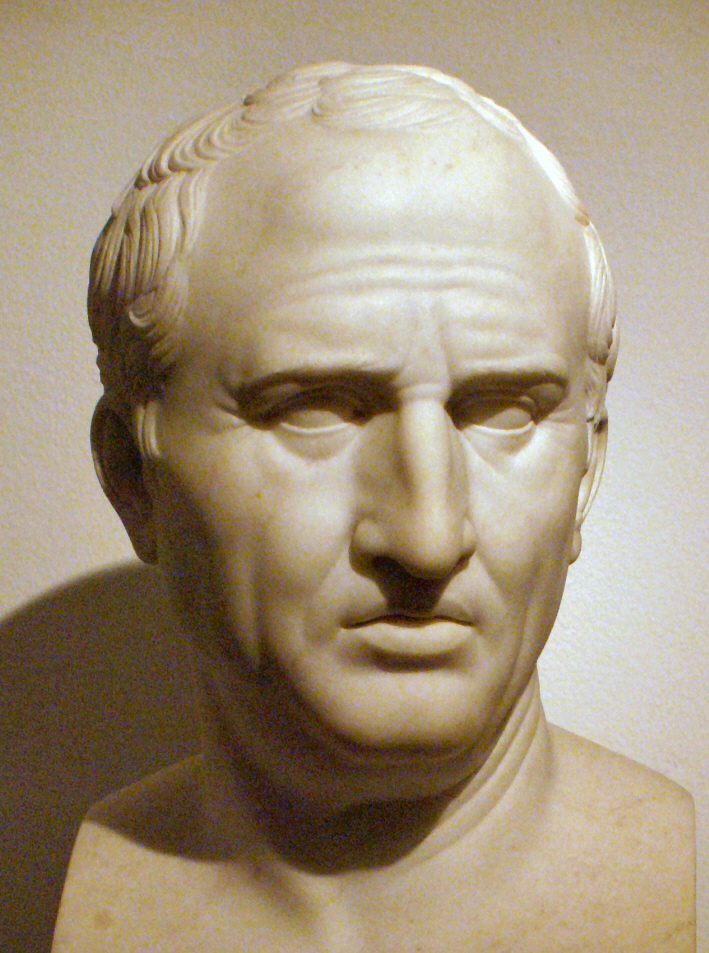
Buste de Cicéron.

Cicéron voit son nom apparaître dans la première liste des dix-sept personnes à éliminer en priorité, ajouté par Octavien selon Plutarque, alors que chaque triumvir sacrifie un proche ou un allié. En plus de Cicéron, Marc Antoine, qui a très mal supporté l'opposition acharnée de l'orateur, fait ajouter les noms de son frère, de son fils et de son neveu sur les listes de proscrits. Cicéron, accompagné de son frère Quintus Tullius Cicero, comprend le sérieux de la menace et décide de quitter l'Italie pour rejoindre Cassius et Brutus,. Trahi par ses domestiques, Quintus est tué avec son fils. Quant à lui, Cicéron est rattrapé sur la côte, le 7 décembre 43, juste avant son départ, par le tribun militaire Popilius Laenas qui l'exécute, et reçoit un million de sesterces de la part de Marc Antoine. Sa tête et ses mains, qui ont servi à écrire les discours des Philippiques notamment, sont exposées sur les Rostres, bien en vue. D'après les auteurs antiques, Marc Antoine, Popilius et Fulvie se déchaînent sur ses dépouilles, leur faisant subir de nombreux outrages.

« Lorsque cette tête et ces mains furent portées à Rome, Antoine [...] dit tout haut en les voyant : « Voilà les proscriptions finies ». Il les fit attacher à l'endroit de la tribune qu'on appelle les Rostres : spectacle horrible pour les Romains, qui croyaient avoir devant les yeux, non le visage de Cicéron, mais l'image même de l'âme d'Antoine. »

— Plutarque, Vies parallèles, Cicéron, 65

#### Lucius Aemilius Paullus Lepidus
D'après Appien, le premier nom de la liste est inscrit par Lépide, il s'agit de son propre frère aîné, Lucius Aemilius Paullus. Lépide lui reproche d'avoir voté sa condamnation comme ennemi public et d'être lié à Brutus. Le frère de Lépide échappe néanmoins à l'exécution grâce à la complicité de soldats et parvient à se réfugier en Asie. Il bénéficie finalement d'une amnistie après les accords signés entre les triumvirs et Sextus Pompée à Misène en 39.

#### Lucius Iulius Caesar
Après Lépide, c'est au tour de Marc Antoine de désigner un parent. Le triumvir fait proscrire son oncle Lucius Iulius Caesar. Ce dernier s'est en effet opposé à l'organisation de funérailles publiques de César et à la politique de Marc Antoine en obtenant l'abrogation de sa loi agraire de juin 44 av. J.-C. Tout comme Lucius Aemilius Paullus Lepidus, il n'a pas hésité à soutenir la déclaration comme hostis de son neveu et de Lépide. Il échappe également à la mort grâce à l'intervention de Julia, mère de Marc Antoine, qui n'aurait pas hésité à braver son fils sur le Forum pour obtenir la restitutio de son frère.

## La fin de la proscription
D'un point de vue légal, la proscription prend fin lors de l'affichage des listes. Mais dans les faits, le contenu de ces listes n'est pas fixe. On assiste à toute une série d'ajouts et de radiations (restitutiones), collectifs ou individuels. Par exemple, lors de la guerre de Pérouse, Octavien se sert des listes de la proscription pour éliminer les partisans de Marc Antoine. Parmi les restitutiones les plus importantes, il y a celle qui fait suite à la réconciliation d'Octavien et Marc Antoine après la bataille de Philippes et celle qui fait suite à la paix de Misène. C'est à l'occasion de cette dernière qu'il est mis un terme définitif à la proscription puisque l'accord de paix en annule les dispositions,.

### Restitutiode Brindes
Après la bataille de Philippes, de nombreux proscrits et partisans de Brutus et Cassius trouvent refuge dans le temple d'Artémis à Éphèse. Marc Antoine pardonne ce ralliement aux Républicains, excepté ceux qui ont participé au meurtre de César. Ces derniers sont capturés puis exécutés. Ces restitutiones décidées par Marc Antoine ne font pas consensus au sein du triumvirat. Elles ne sont par exemple pas acceptées par Octavien surtout si le proscrit qui en a bénéficié se trouve engagé contre lui lors de la guerre de Pérouse. Néanmoins, Octavien finit par reconnaître officiellement les restitutiones décidées par Marc Antoine lors des accords de Brindes, en 40 av. J.-C.

### Restitutiode Misène
En 39 av. J.-C., les accords de Misène sont l'occasion d'une deuxième et dernière restitutio collective de grande ampleur, comptant de nombreux bénéficiaires. Ces accords mettent en fait un terme à la proscription et tous les proscrits, excepté ceux liés au meurtre de César qui restent concernés par la lex Pedia, recouvrent leurs droits civiques et une partie de leurs biens, le quart selon Appien,. La nouvelle de la levée de la proscription est accueillie avec joie dans toute l'Italie, sauf par ceux qui ont acquis des biens de proscrits et qui doivent en restituer une part.

## Conséquences

### Un échec financier
Selon Appien, la proscription est un moyen pour les triumvirs de s'enrichir rapidement afin de verser la solde à leurs troupes et de préparer l'expédition en Orient. Cette volonté d'enrichissement sur laquelle insiste Appien, en précisant que certains chevaliers sont présents sur la liste des proscrits uniquement du fait de leur fortune, tend à faire oublier que les triumvirs légitiment leurs actes en expliquant vouloir venger la mort de César, l'auteur ne souhaitant probablement pas mêler le souvenir de César à cet épisode funeste. En fait, la proscription semble avoir été un échec sur le plan financier et elle est suivie presque immédiatement par toute une série de mesures qui instaurent de nouvelles taxes. Les biens confisqués se révèlent souvent difficiles à vendre, certains proscrits ont pu s'échapper et leur probable retour dans les années à venir dissuade les acquéreurs potentiels.

### L'affaiblissement du Sénat
La plus grande victime de la proscription est le Sénat républicain qui perd ses membres les plus influents, exécutés comme Cicéron ou en fuite auprès des opposants des triumvirs, Brutus et Cassius en Orient et Sextus Pompée en Sicile. Ces derniers étant finalement vaincus par les triumvirs, les sénateurs, même amnistiés, ont définitivement perdu tout pouvoir. Celui-ci est passé entre les mains des comices, présidées par les triumvirs.

### L'impact sur la société romaine
Le fait que les triumvirs n'aient pas hésité à inscrire les noms de proches et de parents, ainsi que le traitement réservé aux dépouilles des victimes, semble avoir beaucoup choqué les contemporains, la société romaine sort traumatisée de cet épisode, pourtant moins sanglant et meurtrier que ce qu'elle a connu sous Sylla et Marius. La propagande d'Octavien tente de minimiser son rôle dans le processus, voire de l'absoudre, mettant en avant sa jeunesse et son inexpérience. Elle affirme qu'au départ, Octavien s'est opposé à la décision des deux autres triumvirs et qu'étant le plus jeune des trois et donc celui qui a potentiellement le moins d'ennemis, il a fait inscrire moins de noms que ses collègues. Pour renforcer ce caractère indulgent, certains auteurs antiques insistent sur le comportement de Marc Antoine, montré comme plus excessif et cruel en généralisant son attitude face à la dépouille de Cicéron,. Néanmoins, selon Suétone, Octavien s'est en fait montré le plus impitoyable et aurait même sacrifié son ancien tuteur Sphaerus et fait tuer le fils de l'orateur Hortensius avant d'acquérir sa maison sur le Palatin.